# Hans Nansens Gård
Hans Nansens Gård er en kontorbygning på Gyldenløvesgade i København. Den er opkaldt efter Hans Nansen den ældre, der var en islandsk købmand, borgmester og den første præsident i København. Bygningen er på 20.000 m2 og rummer blandt andet kontorer for Københavns Kommune. Ejendommen rummede fra 1936 og mere end 70 år frem Københavns Kommunes skatteforvaltning og blev derfor i folkemunde kaldt Skattepalæet.
Bygningen er opført 1931 og 1934-35 og tegnet af Københavns stadsarkitekt Poul Holsøe i samarbejde med Curt Bie. Den fremstår i behersket funktionalisme.